# An Arrangement with Fate
Pour les articles homonymes, voir Arrangement (homonymie).
An Arrangement with Fate est un film muet américain réalisé par Frank Lloyd et sorti en 1915.

## Fiche technique
- Titre : An Arrangement with Fate
- Réalisation : Frank Lloyd
- Scénario : Ruth Ann Baldwin
- Production : Carl Laemmle pour Universal Film Manufacturing Company
- Genre : Film dramatique
- Date de sortie : 
  - États-Unis : 21 mars 1915

## Distribution
- George Larkin : George Carr
- Gretchen Lederer : Gretchen Carr
- Helen Leslie : Helen
- Frank Lloyd : Frank Conway
- Marc Robbins : le chef des gitans
- May Talbot : la femme du chef